# Аргентинское песо (1983—1985)
Аргентинское песо (исп. peso argentino) — денежная единица Аргентины в период с 1 июня 1983 года по 14 июня 1985 года. Состояло из 100 сентаво. Название идентично современному наименованию аргентинской валюты, поэтому иногда для их разделения для старого аргентинского песо может использоваться термин «песо аргентино».

## Монеты
Чеканка монет и выпуск их в обращение были начаты в 1983 году. Единственная юбилейная монета выпущена в 1985 году.
| Аргентинское песо 1983—1985 годов | Аргентинское песо 1983—1985 годов | Аргентинское песо 1983—1985 годов | Аргентинское песо 1983—1985 годов     | Аргентинское песо 1983—1985 годов | Аргентинское песо 1983—1985 годов | Аргентинское песо 1983—1985 годов | Аргентинское песо 1983—1985 годов | Аргентинское песо 1983—1985 годов | Аргентинское песо 1983—1985 годов | Аргентинское песо 1983—1985 годов | Аргентинское песо 1983—1985 годов | Аргентинское песо 1983—1985 годов |
| Изображение                       | Изображение                       | Номинал                           | Наименование                          | Годы чеканки                      | Металл                            | Гурт                              | Вес (г)                           | Диаметр (мм)                      | Толщина (мм)                      | Тираж (шт)                        | Годы                              | Годы                              |
| Аверс                             | Реверс                            | Номинал                           | Наименование                          | Годы чеканки                      | Металл                            | Гурт                              | Вес (г)                           | Диаметр (мм)                      | Толщина (мм)                      | Тираж (шт)                        | введения                          | изъятия                           |
| --------------------------------- | --------------------------------- | --------------------------------- | ------------------------------------- | --------------------------------- | --------------------------------- | --------------------------------- | --------------------------------- | --------------------------------- | --------------------------------- | --------------------------------- | --------------------------------- | --------------------------------- |
|                                   |                                   | 1 сентаво                         | Свобода                               | 1983                              | Алюминий                          | Гладкий                           | 1,1                               | 18                                | 1,8                               | 19.959.318                        | 1 июня 1983                       | 19 июля 1985                      |
|                                   |                                   | 5 сентаво                         | Свобода                               | 1983                              | Алюминий                          | Гладкий                           | 1,2                               | 19,2                              | 1,8                               | 59.869.688                        | 1 июня 1983                       | 19 июля 1985                      |
|                                   |                                   | 10 сентаво                        | Свобода                               | 1983                              | Алюминий                          | Гладкий                           | 1,5                               | 20,2                              | 2                                 | 307.516.776                       | 1 июня 1983                       | 19 июля 1985                      |
|                                   |                                   | 50 сентаво                        | Свобода                               | 1983                              | Алюминий                          | Гладкий                           | 1,7                               | 21,2                              | 2                                 | 243.909.043                       | 1 июня 1983                       | 19 июля 1985                      |
|                                   |                                   | 1 песо                            | Национальный конгресс                 | 1984                              | Алюминий                          | Гладкий                           | 2,2                               | 23                                | 2,4                               | 184.631.379                       | 6 июля 1984                       | 19 июля 1985                      |
|                                   |                                   | 5 песо                            | Ратуша Буэнос-Айреса                  | 1984                              | Латунь                            | Гладкий                           | 3,6                               | 19,5                              | 1,7                               | 11.206.971                        | 3 декабря 1984                    | 31 июля 1991                      |
| 1985                              | 14.186.609                        | 5 песо                            | Ратуша Буэнос-Айреса                  |                                   | Латунь                            | Гладкий                           | 3,6                               | 19,5                              | 1,7                               |                                   | 3 декабря 1984                    | 31 июля 1991                      |
|                                   |                                   | 10 песо                           | Дом Тукуман                           | 1984                              | Латунь                            | Гладкий                           | 3,9                               | 20,8                              | 1,8                               | 16.528.343                        | 3 декабря 1984                    | 31 июля 1991                      |
| 1985                              | 9.898.717                         | 10 песо                           | Дом Тукуман                           |                                   | Латунь                            | Гладкий                           | 3,9                               | 20,8                              | 1,8                               |                                   | 3 декабря 1984                    | 31 июля 1991                      |
|                                   |                                   | 50 песо                           | 50 лет Центральному Банку (Юбилейная) | 1985                              | Алюминиевая бронза                | Гладкий                           | 5                                 | 23                                | 1.7                               | 26.400.000                        | 31 мая 1985                       | 31 июля 1991                      |

## Банкноты
В июне 1983 года Центральный банк выпустил банкноты достоинством в 1, 5, 10, 50 и 100 аргентинских песо, изготовленные на модифицированных листах достоинством в 1, 5, 10, 50 и 100 песо-лей, которые были изъяты в 1981 году. За этими банкнотами в октябре последовала банкнота в 1000 песо. В 1984 году были введены банкноты достоинством 500 и 5000 песо, а старые банкноты номиналом менее 1 песо были изъяты. В 1985 году были введены банкноты достоинством в 10 000 песо.
| Аргентинское песо 1983—1985 годов | Аргентинское песо 1983—1985 годов | Аргентинское песо 1983—1985 годов | Аргентинское песо 1983—1985 годов | Аргентинское песо 1983—1985 годов | Аргентинское песо 1983—1985 годов | Аргентинское песо 1983—1985 годов | Аргентинское песо 1983—1985 годов | Аргентинское песо 1983—1985 годов | Аргентинское песо 1983—1985 годов |
| Изображение                       | Изображение                       | Номинал (песо)                    | Размеры (мм)                      | Основные цвета                    | Описание                          | Описание                          | Даты                              | Даты                              | Даты                              |
| Лицевая сторона                   | Оборотная сторона                 | Номинал (песо)                    | Размеры (мм)                      | Основные цвета                    | Лицевая сторона                   | Оборотная сторона                 | Введения                          | Изъятия                           | Окончание обмена                  |
| --------------------------------- | --------------------------------- | --------------------------------- | --------------------------------- | --------------------------------- | --------------------------------- | --------------------------------- | --------------------------------- | --------------------------------- | --------------------------------- |
|                                   |                                   | 1                                 | 155×75                            | красный                           | Хосе де Сан-Мартин                | Озеро Науэль-Уапи                 | 1 июня 1983                       | 19 июля 1985                      | 11 октября 1985                   |
|                                   |                                   | 5                                 | 155×75                            | коричнево-зелёный                 | Хосе де Сан-Мартин                | Монумент Знамени в Росарио        | 1 июня 1983                       | 31 мая 1987                       | 1 декабря 1987                    |
|                                   |                                   | 10                                | 155×75                            | фиолетово-красный                 | Хосе де Сан-Мартин                | Водопад Игуасу                    | 1 июня 1983                       | 31 мая 1987                       | 1 декабря 1987                    |
|                                   |                                   | 50                                | 155×75                            | зелёный                           | Хосе де Сан-Мартин                | Термас-де-Рейес Провинция Жужуй   | 1 июня 1983                       | 31 мая 1987                       | 1 декабря 1987                    |
|                                   |                                   | 100                               | 155×75                            | сине-розовый                      | Хосе де Сан-Мартин                | Ушуайя — столица Огненной земли   | 1 июня 1983                       | 31 мая 1987                       | 1 декабря 1987                    |
|                                   |                                   | 500                               | 155×75                            | салатово-фиолетовый               | Хосе де Сан-Мартин                | Встреча перед майской революцией  | 22 мая 1984                       | 31 мая 1987                       | 1 декабря 1987                    |
|                                   |                                   | 1000                              | 155×75                            | бирюзовый                         | Хосе де Сан-Мартин                | Переход через Анды                | 31 октября 1983                   | 30 ноября 1987                    | 1 июля 1988                       |
|                                   |                                   | 5000                              | 155×75                            | красный                           | Хуан Баутиста Альберди            | Конституционная конвенция         | 29 ноября 1984                    | 30 ноября 1987                    | 1 июля 1988                       |
|                                   |                                   | 10 000                            | 155×75                            | синий                             | Мануэль Бельграно                 | Создание национального флага      | 3 апреля 1985                     | 30 ноября 1987                    | 1 июля 1988                       |